# Konstantin Georgiev
Pour les articles homonymes, voir Georgiev.
Konstantin Georgiev, (Bulgare : Константин Георгиев) (25 août 1873 à Breznik – 14 avril 1925 à Sofia), militaire et homme politique bulgare.
Né dans la ville de Breznik (selon d’autres sources à Taban, dans la région de Dragoman), il fait ses études à l’école militaire de Sofia en 1895 et dans une académie militaire en Russie. La même année, il commence sa carrière militaire comme sous-lieutenant d’artillerie de montagne. Plus tard, il est promu lieutenant (1895), capitaine (1904), commandant (1910), lieutenant-colonel (1914) et colonel (1917). En 1917, il occupe le poste d’assistant en chef à l’État-major de la 5e division d’infanterie du Danube. En 1920, après être relevé de son commandement, il obtient le grade de général de brigade.
Après la Première Guerre mondiale, Konstantin Georgiev s’engage dans la Ligue militaire (organisation paramilitaire bulgare) et démissionne de l’armée. Il devient alors chef de la circonscription de Sofia pour la Ligue militaire et est élu député à la XXIe assemblée nationale (1923-1927) pour le parti de la majorité gouvernementale, l’Entente nationale.
Le 14 avril 1925, Konstantin Georgiev est assassiné par le terroriste communiste Atanas Todovitchin devant l’église des Sept Saints (Sveti Sedmotchislenitsi) où il se rendait pour la messe du soir, avec sa petite-fille. Au cours de ses funérailles, le 16 avril 1925, les communistes font exploser une bombe au cours de la cérémonie (attentat de la cathédrale Sveta-Nedelya), provoquant la mort de 128 personnes.